# Don Chisciotte (film 1992)
Don Chisciotte (Don Quixote) è un film incompleto diretto da Orson Welles.
Fu ripreso e completato soltanto nel 1992 da Jesús Franco, con il titolo Don Quijote de Orson Welles. È stato presentato Fuori Concorso alla Mostra internazionale d'arte cinematografica del 1992.

## Trama
A causa della lunghezza dei tempi in cui il film fu girato, esistono varie versioni di girato delle scene del film, che riprende le vicende narrate nel romanzo di Cervantes. Il nobile don Alonso, innamorato delle storie cavalleresche medievali, decide di emularle, finendo però fuori di senno, trasformandosi nell'hidalgo Don Chisciotte della Mancha, seguito dal fedele scudiero Sancho Panza, alla ricerca di imprese eroiche, di nemici da sconfiggere, di umili da difendere ecc.
Nelle varie scene girate,  Welles ambientò il film nell'epoca moderna, facendo irrompere Don Chisciotte in una sala cinematografica, credendo che un film di guerra sia una vera battaglia cui prendere parte, mentre per il finale si ipotizzò l'esplosione di una bomba atomica, da cui sarebbero sopravvissuti solo Don Chisciotte e Sancho.

## Produzione
Girato in 16 mm, il film non fu mai terminato per vari motivi. Oltre a essere stato sempre autofinanziato dal regista statunitense, il Don Chisciotte fu girato in periodi differenti, con una troupe ridotta al midollo e senza una vera sceneggiatura. Inoltre, dopo la morte dell'attore principale, la pellicola fu per molti anni sospesa fino a quando Welles decise di continuarla con una "controfigura". Fu costretto, poi, ad abbandonare definitivamente il lungometraggio quando nessun produttore si fece avanti per la realizzazione di alcune scene e per il finale. Gli ultimi minuti, infatti, avrebbero visto i due eroi sopravvivere a una bomba atomica, difficile sia da realizzare che da concepire per il pubblico.
A seguito della richiesta della terza moglie di Welles, Paola Mori, nel 1992 fu deciso di rimontarlo, con nuove e vecchie scene, tutte scelte e curate dal regista spagnolo Jesús Franco, grande ammiratore del regista statunitense, oltre che suo aiuto-regista per Falstaff. I dialoghi e le musiche furono sempre realizzate dal regista spagnolo.

## Distribuzione
Il film fu proiettato alla Mostra internazionale d'arte cinematografica, ricevendo forti critiche, soprattutto per via della trama illogica del film e per un montaggio "inadatto" ad un capolavoro incomprensibile.
Il film è reperibile in DVD in un'edizione italiana realizzata nel 2006, con un ampio corredo di contenuti extra.

## Accoglienza

### Critica
François Truffaut, riguardo al film, afferma, in una sua critica: «Si è creato attorno a questo film, attraverso gli anni, una specie di leggenda che non sarebbe sorprendente immaginare che Welles preferisca restarne l'unico spettatore». Ha ricevuto buone critiche, invece, dal dizionario dei film, Il Morandini.